# Dark Ballet
«Dark Ballet» (с англ. — «Мрачный балет») — это песня, записанная американской автором-исполнительницей Мадонной для её четырнадцатого студийного альбома Madame X (2019). Написана и спродюсирована вместе с французским музыкантом Мирвайсом. Песня была выпущена как промосингл 7 июня 2019 года одновременно с музыкальным клипом режиссера Эммануэля Аджея.
«Dark Ballet» — это экспериментальная поп-песня, в которой широко используются Daft Punk-подобный вокодер и оркестровая музыка, структурированная аналогично «Bohemian Rhapsody». Кроме того, в песне использован отрывок под названием «Танец пастушков» из балета «Щелкунчик») Петра Ильича Чайковского. В одном из интервью Мадонна заявила, что на концепцию клипа повлиял один из ее любимых фильмов «„Заводной апельсин“».
В клипе «Темный балет» рассказывается вдохновлённая историей процесса Жанны Д’Арк сюжетная линия с участием Мики Бланко, где несколько глав церкви держат под арестом и казнят его на костре. В ролике Бланко изображает танец, одетый в вариант знаменитого конического бюстгальтера Жан-Поля Готье.
Часть песни была исполнена Мадонной на конкурсе песни «Евровидение 2019» наряду с «Future» из того же альбома, а также синглом 1989 года «Like a Prayer».

## Чарты
| Чарт (2019)                                | Наивысшая позиция |
| ------------------------------------------ | ----------------- |
| Франция Загрузки (SNEP)                    | 49                |
| UK Downloads (Официальная Компания Чартов) | 83                |